# واحة سليمة
واحة سليمة تقع في الولاية الشمالية السودانية بالقرب من حدود مصر-السودان في الصحراء الليبية، على درب الأربعين العريق. وجد بها نقوش بربرية قديمة.
يوجد بها نخيل وبئر مياه عذبة. وحدثت حوادث كثيرة بسبب جشع الإنسان ومحاولته إستغلال خيرات الواحة لمصلحته الشخصية، فقد قام أحد أبناء غرب السودان بأخذ محصول التمر لنفسه وفي طريق عودته مع مجموعة من أصدقاءه تعطلت شاحنتهم في الصحراء وكانو حوالي 6 أشخاص، نجا منهم شخصان تقريباً السائق ومساعده. وحادث آخر مع أحد أبناء المحس، كان يذهب بالجمال وياخذ الملح وفي احدي الزيارات قرر أن يأخذ محصول التمر وفي عودته توفي في الصحراء وعادت الجمال بما تحمله الي دياره.